# Argentína a 2014. évi téli olimpiai játékokon
Argentína az oroszországi Szocsiban megrendezett 2014. évi téli olimpiai játékok egyik részt vevő nemzete volt. Az országot az olimpián 2 sportágban 7 sportoló képviselte, akik érmet nem szereztek.

## Alpesisí
Férfi
| Versenyző               | Versenyszám            | 1. futam      | 1. futam      | 2. futam      | 2. futam      | Összesítés | Összesítés |
| Versenyző               | Versenyszám            | Idő           | Hely.         | Idő           | Hely.         | Idő        | Helyezés   |
| ----------------------- | ---------------------- | ------------- | ------------- | ------------- | ------------- | ---------- | ---------- |
| Cristian Simari Birkner | Lesiklás               |               |               |               |               | nem indult | nem indult |
| Cristian Simari Birkner | Műlesiklás             | nem ért célba | nem ért célba | kiesett       | kiesett       | kiesett    | kiesett    |
| Cristian Simari Birkner | Óriás-műlesiklás       | 1:26,02       | 40.           | 1:27,89       | 40.           | 2:53,91    | 40.        |
| Cristian Simari Birkner | Szuperóriás-műlesiklás |               |               |               |               | 1:23,36    | 47.        |
| Jorge Ketelhohn Birkner | Műlesiklás             | nem ért célba | nem ért célba | kiesett       | kiesett       | kiesett    | kiesett    |
| Jorge Ketelhohn Birkner | Óriás-műlesiklás       | nem ért célba | nem ért célba | kiesett       | kiesett       | kiesett    | kiesett    |
| Jorge Ketelhohn Birkner | Szuperóriás-műlesiklás |               |               |               |               | 1:23,89    | 49.        |
| Sebastiano Gastaldi     | Műlesiklás             | 53,24         | 46.           | nem ért célba | nem ért célba | kiesett    | kiesett    |
| Sebastiano Gastaldi     | Óriás-műlesiklás       | nem ért célba | nem ért célba | kiesett       | kiesett       | kiesett    | kiesett    |

| Versenyző               | Versenyszám | Lesiklás | Lesiklás | Műlesiklás    | Műlesiklás    | Összesítés | Összesítés |
| Versenyző               | Versenyszám | Idő      | Hely.    | Idő           | Hely.         | Idő        | Helyezés   |
| ----------------------- | ----------- | -------- | -------- | ------------- | ------------- | ---------- | ---------- |
| Cristian Simari Birkner | Összetett   | 1:59,63  | 43.      | 56,46         | 27.           | 2:56,09    | 29.        |
| Jorge Ketelhohn Birkner | Összetett   | 2:01,05  | 46.      | nem ért célba | nem ért célba | kiesett    | kiesett    |

Női
| Versenyző               | Versenyszám            | 1. futam      | 1. futam      | 2. futam | 2. futam | Összesítés | Összesítés |
| Versenyző               | Versenyszám            | Idő           | Hely.         | Idő      | Hely.    | Idő        | Helyezés   |
| ----------------------- | ---------------------- | ------------- | ------------- | -------- | -------- | ---------- | ---------- |
| Salomé Báncora          | Műlesiklás             | 59,26         | =31.          | 56,26    | 26.      | 1:55,52    | 25.        |
| Salomé Báncora          | Óriás-műlesiklás       | 1:25,88       | 50.           | 1:26,16  | 47.      | 2:52,04    | 47.        |
| Macarena Simari Birkner | Lesiklás               |               |               |          |          | 1:46,44    | 32.        |
| Macarena Simari Birkner | Műlesiklás             | 59,82         | 36.           | 56,69    | 29.      | 1:56,51    | 27.        |
| Macarena Simari Birkner | Óriás-műlesiklás       | 1:24,74       | 44.           | 1:23,11  | 37.      | 2:47,85    | 39.        |
| Macarena Simari Birkner | Szuperóriás-műlesiklás |               |               |          |          | 1:31,10    | 26.        |
| Julietta Quiroga        | Műlesiklás             | nem ért célba | nem ért célba | kiesett  | kiesett  | kiesett    | kiesett    |
| Julietta Quiroga        | Óriás-műlesiklás       | nem ért célba | nem ért célba | kiesett  | kiesett  | kiesett    | kiesett    |

| Versenyző               | Versenyszám | Lesiklás | Lesiklás | Műlesiklás | Műlesiklás | Összesítés | Összesítés |
| Versenyző               | Versenyszám | Idő      | Hely.    | Idő        | Hely.      | Idő        | Helyezés   |
| ----------------------- | ----------- | -------- | -------- | ---------- | ---------- | ---------- | ---------- |
| Macarena Simari Birkner | Összetett   | 1:48,87  | 31.      | 55,06      | 18.        | 2:43,93    | 20.        |

## Sífutás
Férfi
| Versenyző        | Versenyszám | Eredmény | Helyezés |
| ---------------- | ----------- | -------- | -------- |
| Federico Cichero | 15 km       | 49:11,3  | 83.      |